# Ludwig Devrient
Pour les articles homonymes, voir De Vriendt.
Répertoire
- Les Brigands (1809)
- Le Marchand de Venise (1810)
- Le Roi Lear (1814)

Ludwig Devrient, ou De Vrient, est un acteur allemand d'origine française, né David Louis de Vriendt le 15 décembre 1784 à Berlin, ville où il est mort le 30 décembre 1832. Il a créé plusieurs rôles, dont le plus important est celui de Franz dans Les Brigands de Friedrich von Schiller, et fait goûter aux Allemands les pièces de William Shakespeare. Il est, avec Edmund Kean et Frédérick Lemaître, l'un des trois grands acteurs représentatifs du romantisme.

## Parcours
Né à Berlin le 15 décembre 1784, il est le fils de Philipp De Vrient et de son épouse Marie Val. Élevé dans sa petite enfance par des gouvernantes françaises, il se prépare au métier de passementier, afin de succéder à son père à la tête de l'entreprise familiale. Après deux stages chez des parents éloignés, il en fait un troisième chez un passementier de Potsdam.

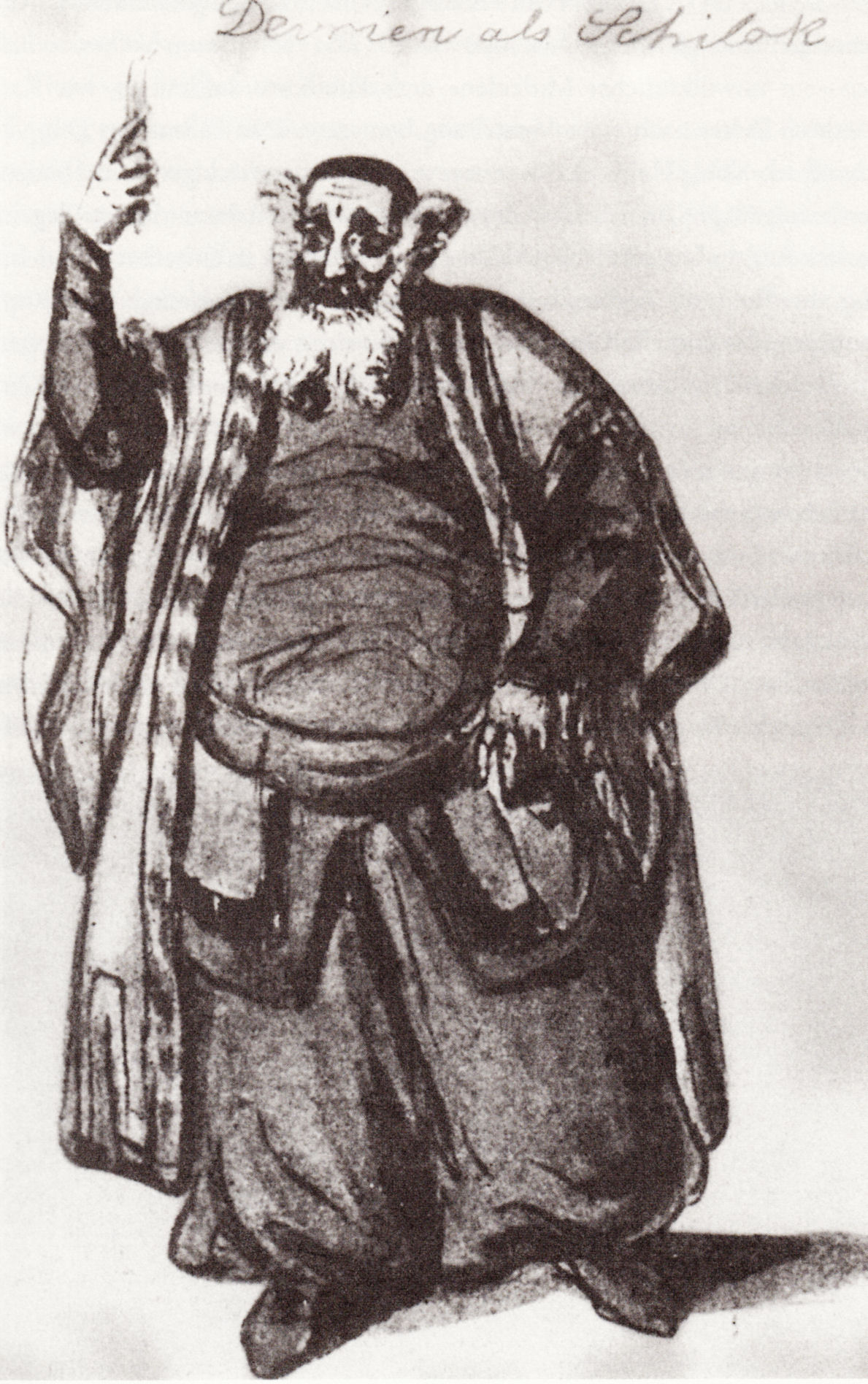
Ludwig Devrient dans le rôle de Shylock. Portrait à l'encre de Wilhelm Hensel (1794-1861).

Lors d'une visite au théâtre de Leipzig, il découvre Ferdinand Ochsenheimer, expérience qui le détermine à choisir la scène. À l'été 1803, il rejoint la Langeschen Theatertruppe, où l'acteur Julius Weidner lui donne ses premiers cours de théâtre. Il monte pour la première fois sur scène à Gera en mai 1804 ; il débute dans le rôle d'Herzberg (un messager) le 1er septembre 1805 à Dessau, sous la direction de Friedrich Wilhelm Bossann (de).
Après une tournée à Naumbourg, Iéna et Zeitz, il devient un membre permanent de l'ensemble de Dessau. Dans cette ville, il se marie en 1807 avec Margarethe, une fille du chef d'orchestre Christian Gottlob Neefe. Le couple a une fille, Emily (la future épouse de l'acteur Höffert) ; mais Margaret meurt peu après cette naissance.
En 1808, il rompt son contrat et quitte Dessau pour Breslau. En 1815, il part à Berlin, où il est accueilli le 18 juillet au théâtre national de Prusse, dirigé par August Wilhelm Iffland. Il se lie d'amitié avec Ernst Theodor Amadeus Hoffmann, qui le soutient comme Iffland, et rejoint le groupe des Frères Sérapion.
Il connaît son premier grand succès à Breslau le 9 février 1809 dans le rôle de Franz Moor, avant d'interpréter Shylock en 1810 et le roi Lear en 1814. La critique le qualifie de « génie du théâtre ».
Après l'année de deuil obligatoire, il épouse l'actrice Friederike Schaffner (1792-1869), avec laquelle il a un fils. Son arrière-petit-fils, le compositeur Hans Stieber (de), leur a rendu hommage dans Madame Devrient, pièce de 1942.
La famille royale et de nombreux hauts fonctionnaires comptent parmi ses admirateurs, notamment le prince Karl August von Hardenberg, qui le propose pour succéder à Iffland à la direction du théâtre national.
Divorcé en 1819 de sa deuxième épouse, il se remarie en 1825 avec la danseuse de ballet Auguste Brandes.
En 1828, il fait un séjour triomphal au Burgtheater de Vienne.
Décédé à Berlin le 30 décembre 1832, deux semaines après son 48e anniversaire, il est inhumé au cimetière français de la ville. Il a interprété plus de 500 rôles durant sa carrière.
Trois neveux de Devrient ont également été acteurs. Karl August Devrient (de) (1797–1872) s'est distingué dans des rôles héroïques et des caractères comme Lear, Shylock ou Faust. Philipp Eduard Devrient (de) (1801–1877), a dirigé le théâtre de Dresde (1844–1846) et celui de Karlsruhe (1852–1870). Il a écrit plusieurs pièces et une histoire de la scène allemande en cinq volumes (1848–1874). Avec son fils Otto, il a publié la traduction de pièces de Shakespeare. Gustav Emil Devrient (1803–1872) est le plus jeune et le plus doué des trois neveux de Devrient. Alors qu'il interprète Hamlet à Londres, la qualité de son jeu lui vaut d'être comparé à Edmund Kean.

## Citation

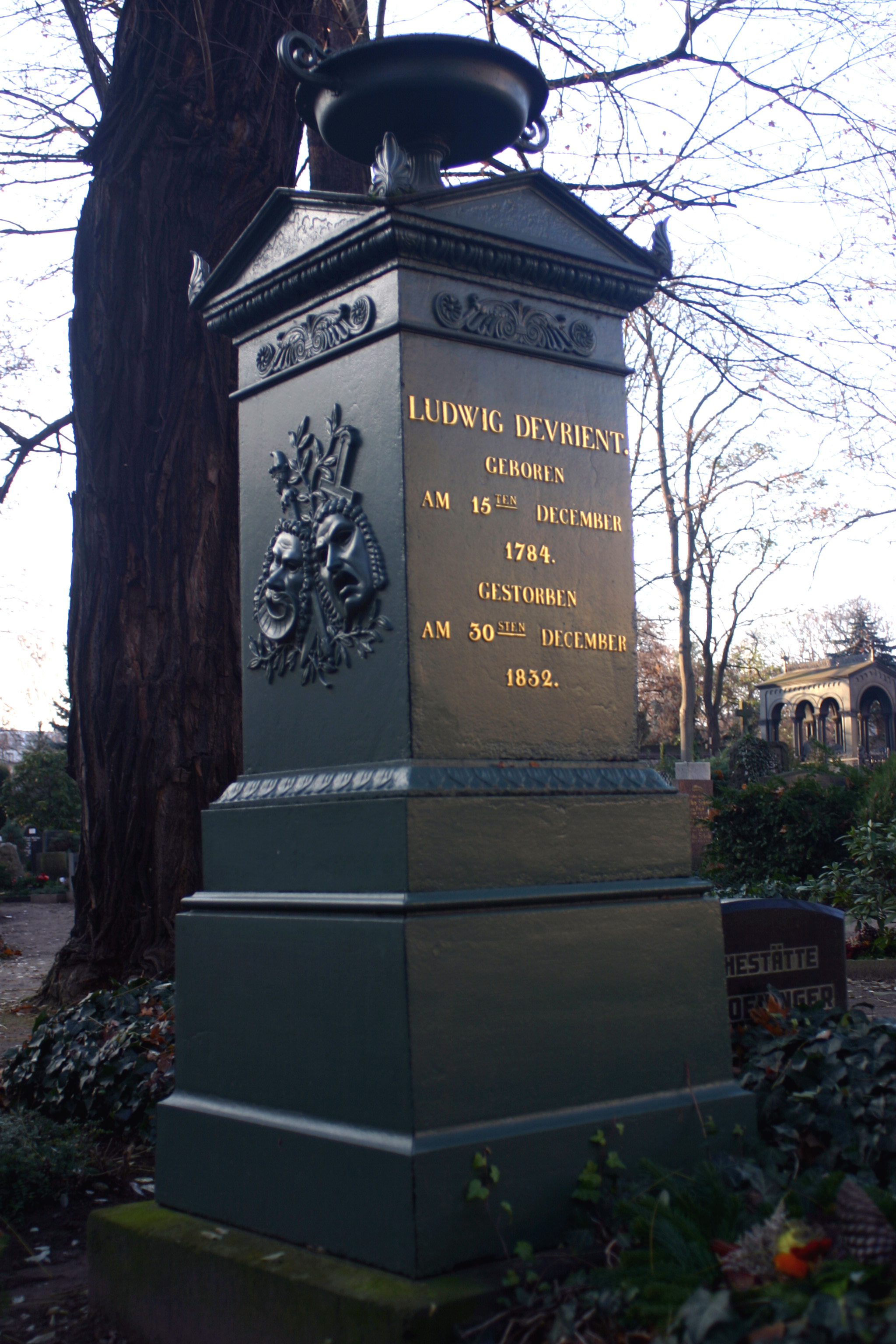
Pierre tombale de Ludwig Devrient au cimetière français de Berlin.

« Devrient (Louis), célèbre comédien allemand et chef de toute une dynastie d'artistes dramatiques renommés, né à Berlin en 1784, mort en 1832. Il descendait d'une famille française réfugiée en Allemagne après la révocation de l'édit de Nantes. Destiné au commerce par son père, marchand de soieries, et se sentant pour le théâtre une vocation irrésistible, il s'enfuit un beau jour de sa ville natale et s'engagea dans une troupe d'acteurs ambulants, sous le nom de Kerzberg. Admis à jouer les utilités, il débuta à Gera, dans la Fiancée de Messine, en 1802, parcourut la Saxe et se fixa ensuite au théâtre de Dessau, ou il obtint de brillants succès. Malheureusement, il avait déjà, à cette époque, contracté des habitudes de désordre que son talent pouvait seul faire accepter ; disons toutefois à sa décharge que son caractère serviable et sa bonté étaient cités au moins autant que son esprit inépuisable et son innocente gaieté. Son père, disposé à lui pardonner sa désertion, lui offrit alors de payer ses dettes, et elles étaient nombreuses, s'il voulait rentrer auprès des siens ; Devrient, un instant ébranlé, hésita ; encore un peu, il allait quitter la carrière qui s'ouvrait si brillante sous ses pas, mais les conseils de quelques amis le retinrent. En 1807, il épousa la fille du chef d'orchestre de Dessau, Marguerite Heefe, qui mourut après un an de mariage. Un peu plus tard, assailli par ses créanciers, il se réfugia à Breslau ; sans rien changer à sa vie joyeuse, il remporta sur le théâtre de cette ville les plus éclatants triomphes. C'est là qu'il lia connaissance avec le fameux Iffland. Ce dernier, qui pressentait sa fin prochaine, loin de voir un rival dans le nouveau venu, jugea que c'était le seul artiste capable de le remplacer ; avant de mourir, il le fit engager au théâtre royal de Berlin. Devrient débuta sur cette scène de la plus brillante façon, dans le rôle de Franz Moor des Brigands, de Schiller, et devint aussitôt l'acteur favori des dilettanti berlinois. Jusqu'à l'époque de sa mort, c'est-à-dire pendant dix-sept ans, il resta comédien vraiment unique, presque toujours inimitable et à coup sûr, le plus original qu'ait produit l'Allemagne. Chez lui, les effets dramatiques étaient d'une soudaineté remarquable ; l'inspiration faisait plus que la réflexion ou l'étude et il s'identifiait si complètement avec ses personnages que nul n'a produit plus que lui l'illusion à la scène. L'abus des spiritueux hâta sa fin. Le corps usé, il mourut trop tôt pour l'art, âgé seulement de quarante huit ans. Les trois neveux de cet artiste, qui, eux aussi, avaient été destinés par leur famille au commerce ont illustré la scène allemande. »

— Pierre Larousse, Grand Dictionnaire universel du XIXe siècle, tome sixième, 1870

## Rôles

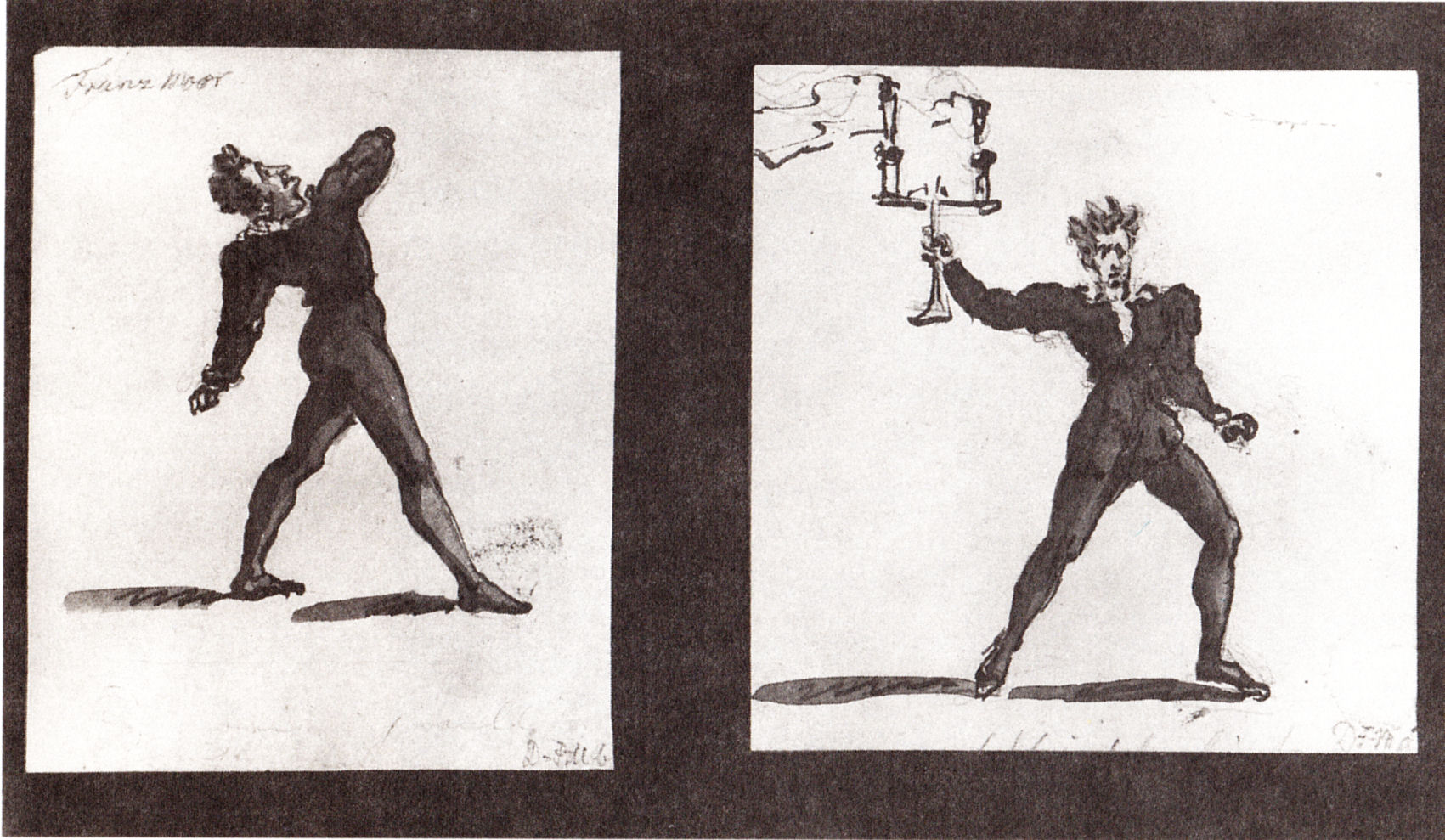
Ludwig Devrient dans le rôle de Franz Moor, dans Les Brigands de Friedrich von Schiller. Dessin à l'encre de Wilhelm Hensel.

- Herzberg, un messager dans La Fiancée de Messine (Die Braut von Messina) de Friedrich von Schiller
- Jean-Paul Monfrone dans Bayard d'August von Kotzebue
- Lear dans Le Roi Lear de William Shakespeare
- Mercutio dans Roméo et Juliette (Romeo und Julia) de William Shakespeare
- Moulay Hassan le Maure dans La Conjuration de Fiesque de Gênes (Die Verschwörung des Fiesco zu Genua) de Friedrich von Schiller
- Falstaff dans Les Joyeuses Commères de Windsor (Die lustigen Weiber von Windsor), William Shakespeare
- Franz Moor dans Les Brigands (Die Räuber) de Friedrich von Schiller
- Shylock dans Le Marchand de Venise (Der Kaufmann von Venedig) de William Shakespeare
- Richard III dans Richard III de William Shakespeare